# ديفيد شتاين
ديفيد شتاين (بالفرنسية: David Stein)‏ هو مزور فني ‏ ورسام فرنسي، ولد في 27 يناير 1935 في أنتوني في فرنسا، وتوفي في 1 أكتوبر 1999 في بوردو في فرنسا.